# Klonári
Klonári (grec moderne : Κλωνάρι) est un village chypriote situé dans le district de Limassol et comptant plus de 18 habitants.